# 曾根博義
曾根 博義（そね ひろよし、1940年（昭和15年）2月3日 - 2016年（平成28年）6月19日）は、日本近代文学研究者・文芸評論家。日本大学名誉教授。日本近代文学館常務理事などを務めた。日本近代文学者として、伊藤整や井上靖、福永武彦らを研究、全集編集などを担当した。静岡県出身。

## 略歴・人物
1958年（昭和33年）、静岡県立静岡高等学校卒業。1963年（昭和38年）、東京大学経済学部卒業。二年間サラリーマンをした後、1966年（昭和41年）に『伊藤整の方法』が群像新人文学賞評論部門の優秀作に選ばれる。以後『群像』などに文藝評論を書き、日本大学芸術学部非常勤講師を経て、1972年（昭和47年）より、同文理学部専任講師などを経て日本大学文理学部国文学科教授。2010年（平成22年）定年退任、名誉教授。『伝記伊藤整』は堅牢な実証的伝記で伊藤整研究の基礎文献である。また「雑誌の発売日」（『國文學』1988年6月）は、近代文学研究者必携の論文である。
教え子に吉本ばなながおり、『キッチン』福武文庫版の解説を担当した。
2016年6月19日に間質性肺炎のため死去。76歳没。

## 著書
- 『伊藤昌整』北書房「雪明りの叢書」 1975。文庫版
- 『伝記 伊藤整』六興出版 1977
- 『伊藤整とモダニズムの時代　文学の内包と外延』花鳥社 2021
- 『私の文学渉猟』夏葉社 2021

### 編著
- 伊藤整『小説の方法』筑摩書房（筑摩叢書）1989。注解
- 『未刊行著作集12 伊藤整』白地社 1994
- 『新文学研究』解説・総目次・索引 大空社 1994
- 『伊藤整　新潮日本文学アルバム66』新潮社 1995。評伝解説
- 『井上靖 詩と物語の饗宴』「国文学解釈と鑑賞」別冊 至文堂 1996
- 『山下三郎四篇』EDI叢書 2001
- 『編年体大正文学全集 第12巻 大正12年』ゆまに書房 2002
- 『日本文芸史 表現の流れ 第7巻　現代Ⅰ』吉田熈生・鈴木貞美共編、河出書房新社 2005
- 小林多喜二『老いた体操教師』講談社文芸文庫 2007
- 『文藝時評大系 昭和篇』Ⅱ・全13巻、Ⅲ・全12巻、ゆまに書房 2008-2009
- 『文藝時評大系 昭和篇Ⅲ 別巻 総索引』宗像和重共編、ゆまに書房 2010

## 参考
- 文藝年鑑2007